# Finale Kupa prvaka 1978.
Finale Kupa prvaka 1978. je bilo 23. po redu finale Kupa prvaka, koje je igrano 10. svibnja 1978. na stadionu Wembley u Londonu. U finalu su igrali engleski Liverpool F.C. i belgijski Club Brugge K.V. Liverpool je pobijedio rezultatom 1:0 i osvojio drugi naslov Kupa prvaka zaredom, zahvaljujući jedinom pogotku Kenny Dalglisha na utakmici.  

## Susret
| 10. svibnja 1978. |     |             |                                                                                    |
| Liverpool         | 1:0 | Club Brugge | Wembley Stadium, London Broj gledatelja: 92.000 Sudac: Charles Corver (Nizozemska) |
| Dalglish 65'      |     |             | Wembley Stadium, London Broj gledatelja: 92.000 Sudac: Charles Corver (Nizozemska) |

| Liverpool FC | Club Brugge KV |

| LIVERPOOL:  |    |                  |          |     |
|             |    |                  |          |     |
| GK          | 1  | Ray Clemence     |          |     |
| RB          | 2  | Phil Neal        |          |     |
| LB          | 3  | Phil Thompson    |          |     |
| CB          | 4  | Alan Hansen      |          |     |
| LM          | 5  | Ray Kennedy      |          |     |
| CB          | 6  | Emlyn Hughes     |          |     |
| CF          | 7  | Kenny Dalglish   |          |     |
| RM          | 8  | Jimmy Case       | Opomenut | 63' |
| CF          | 9  | David Fairclough |          |     |
| CM          | 10 | Terry McDermott  |          |     |
| CM          | 11 | Graeme Souness   |          |     |
| Zamjene:    |    |                  |          |     |
| MF          | 12 | Steve Heighway   |          | 63' |
| GK          | 13 | Steve Ogrizović  |          |     |
| DF          | 14 | Joey Jones       |          |     |
| DF          | 15 | Colin Irwin      |          |     |
| MF          | 16 | Ian Callaghan    |          |     |
| Trener:     |    |                  |          |     |
| Bob Paisley |    |                  |          |     |

| CLUB BRUGGE: |    |                   |          |     |
|              |    |                   |          |     |
| GK           | 1  | Birger Jensen     |          |     |
| DF           | 2  | Fons Bastijns     |          |     |
| DF           | 3  | Gino Maes         |          | 70' |
| DF           | 4  | Edi Krieger       |          |     |
| DF           | 5  | Georges Leekens   |          |     |
| MF           | 6  | Julien Cools      |          |     |
| MF           | 7  | Dany Decubber     |          |     |
| MF           | 8  | René Vandereycken | Opomenut |     |
| MF           | 9  | Jan Simeon        |          |     |
| FW           | 10 | Lajos Kü          |          | 58' |
| FW           | 11 | Jan Sørensen      |          |     |
| Zamjene:     |    |                   |          |     |
| MF           | 12 | Dirk Sanders      |          | 58' |
| DF           | 13 | Jos Volders       |          | 70' |
| Trener:      |    |                   |          |     |
| Ernst Happel |    |                   |          |     |

## Vanjske poveznice
- Rezultati Kupa prvaka, RSSSF.com
- Sezona 1977./78., UEFA.com
- Povijest Lige prvaka: 1978.

| Finala Kupa prvaka i UEFA Lige prvaka | Finala Kupa prvaka i UEFA Lige prvaka |
| ------------------------------------- | --- |
|                                       | |
| Kup prvaka                            | 1956. • 1957. • 1958. • 1959. • 1960. • 1961. • 1962. • 1963. • 1964. • 1965. • 1966. • 1967. • 1968. • 1969. • 1970. • 1971. • 1972. • 1973. • 1974. • 1975. • 1976. • 1977. • 1978. • 1979. • 1980. • 1981. • 1982. • 1983. • 1984. • 1985. • 1986. • 1987. • 1988. • 1989. • 1990. • 1991. • 1992. |
|                                       | |
| Liga prvaka                           | 1993. • 1994. • 1995. • 1996. • 1997. • 1998. • 1999. • 2000. • 2001. • 2002. • 2003. • 2004. • 2005. • 2006. • 2007. • 2008. • 2009. • 2010. • 2011. • 2012. • 2013. • 2014. • 2015. • 2016. • 2017. • 2018. • 2019. • 2020. • 2021. • 2022. • 2023. • 2024.                                         |

| Finala Kupa prvaka i UEFA Lige prvaka | Finala Kupa prvaka i UEFA Lige prvaka |
| ------------------------------------- | --- |
|                                       | |
| Kup prvaka                            | 1956. • 1957. • 1958. • 1959. • 1960. • 1961. • 1962. • 1963. • 1964. • 1965. • 1966. • 1967. • 1968. • 1969. • 1970. • 1971. • 1972. • 1973. • 1974. • 1975. • 1976. • 1977. • 1978. • 1979. • 1980. • 1981. • 1982. • 1983. • 1984. • 1985. • 1986. • 1987. • 1988. • 1989. • 1990. • 1991. • 1992. |
|                                       | |
| Liga prvaka                           | 1993. • 1994. • 1995. • 1996. • 1997. • 1998. • 1999. • 2000. • 2001. • 2002. • 2003. • 2004. • 2005. • 2006. • 2007. • 2008. • 2009. • 2010. • 2011. • 2012. • 2013. • 2014. • 2015. • 2016. • 2017. • 2018. • 2019. • 2020. • 2021. • 2022. • 2023. • 2024.                                         |